# Aloe pseudorubroviolacea
Aloe pseudorubroviolacea ist eine Pflanzenart der Gattung der Aloen in der Unterfamilie der Affodillgewächse (Asphodeloideae). Das Artepitheton pseudorubroviolacea leitet sich vom griechischen Wort pseudo für ‚falsch‘ ab und verweist auf die Ähnlichkeit mit der Art Aloe rubroviolacea.

## Beschreibung

### Vegetative Merkmale
Aloe pseudorubroviolacea wächst stammbildend und einfach oder sprosst selten spärlich. Die niederliegenden Stämme erreichen eine Länge von bis zu 4 Meter und sind mit den Resten toter Blattbasen bedeckt. Die etwa 18 dreieckig verschmälerten Laubblätter bilden eine Rosette. Die bläulich graue oder leuchtend grüne Blattspreite ist bis zu 60 Zentimeter lang und 15 Zentimeter breit. Die harten, dreieckigen Zähne am Blattrand sind 2 bis 3 Millimeter lang und stehen 25 bis 40 Millimeter voneinander entfernt.

### Blütenstände und Blüten
Der schief aufsteigende oder zurückgebogene Blütenstand weist vier bis 20 Zweige auf. Er erreicht eine Länge von bis zu 100 Zentimetern. Die bis zu 52 dichten, zylindrisch Trauben sind 25 bis 60 Zentimeter lang. Die eiförmig dreieckigen, spitzen Brakteen weisen eine Länge von 7 Millimetern auf. Die ausgebauchten, leuchtend roten, orangen oder selten goldgelben Blüten stehen an 3 Millimeter langen Blütenstielen. Sie sind 32 bis 40 Millimeter lang und an ihrer Basis gerundet. In ihrer Mitte weisen die Blüten einen Durchmesser von 12 Millimeter auf. Ihre äußeren Perigonblätter sind auf einer Länge von 20 bis 22 Millimetern nicht miteinander verwachsen. Die Staubblätter und der Griffel ragen 10 bis 14 Millimeter aus der Blüte heraus.

## Systematik und Verbreitung
Aloe pseudorubroviolacea ist in Saudi-Arabien auf steilen Hügelhängen in Höhen von 1550 bis 2000 Metern verbreitet.
Die Erstbeschreibung durch John Jacob Lavranos und Iris Sheila Collenette wurde im Jahr 2000 veröffentlicht.

## Nachweise